# John Speraw
John Speraw (ur. 18 października 1971 w Arcadii) – amerykański trener piłki siatkowej. Był trenerem męskiej drużyny reprezentacji Stanów Zjednoczonych i zespołów UCLA Bruins oraz UC Irvine, który poprowadził do trzech krajowych tytułów w ciągu sześciu lat. W 2024 został dyrektorem generalnym Amerykańskiej Federacji Siatkówki.  

## Życiorys
Jego prababcie ze strony ojca i matki były emigrantkami z Polski.
Ukończył studia na Uniwersytecie Kalifornijskim w 1995 r. na kierunku mikrobiologia i genetyka molekularna.

### Kariera zawodnika
Speraw grał w męskiej siatkarskiej drużynie UCLA Bruins. Był środkowym i pomógł swojej drużynie wygrać dwa krajowe mistrzostwa. Był członkiem kalifornijskiej grupy Epsilon w Phi Kappa Psi podczas  University of California, Los Angeles.

### Kariera trenerska
Jako trener UC Irvine poprowadził zespół do trzech krajowych tytułów w ciągu sześciu lat, najpóźniej w 2012 roku, pokonując Southern California 3:0 (25:22, 34:32, 26:24). Speraw doprowadził drużynę także do Final Four w 2006 roku.
Podczas Igrzysk Olimpijskich w Pekinie w 2008 roku był asystentem trenera Hugh McCutcheona w reprezentacji Stanów Zjednoczonych, w których zdobyła złoty medal.
Zanim został trenerem w UC Irvine, był asystentem trenera w zespole UCLA. Od 2012 roku John Speraw powrócił na UCLA jako nowy trener sekcji piłki siatkowej mężczyzn.
Od 2013 do 2024 był selekcjonerem reprezentacji Stanów Zjednoczonych mężczyzn.

## Osiągnięcia

### Jako zawodnik
Liga uniwersytecka - MPSF Conference:
- 1993, 1994, 1995

Liga uniwersytecka - NCAA:
- 1993, 1995
- 1994

### Jako trener

#### klubowe
Liga uniwersytecka - MPSF Conference:
- 2007, 2012
- 2016, 2018
- 2009, 2011, 2013, 2019, 2021, 2022

Liga uniwersytecka - NCAA:
- 2007, 2009, 2012
- 2018
- 2006, 2016, 2022

#### reprezentacyjne
Mistrzostwa Ameryki Północnej, Środkowej i Karaibów:
- 2013, 2017, 2023[3]
- 2019

Liga Światowa:
- 2014
- 2015

Puchar Świata:
- 2015
- 2019

Igrzyska Olimpijskie:
- 2016, 2024[4]

Liga Narodów:
- 2019, 2022[5], 2023[6]
- 2018

Mistrzostwa Świata:
- 2018